# Solva pallipes
Solva pallipes är en tvåvingeart som först beskrevs av Friedrich Hermann Loew 1863.  Solva pallipes ingår i släktet Solva och familjen lövträdsflugor. Inga underarter finns listade i Catalogue of Life.